# Mustafa Kemal Atatürk
Mustafa Kemal Atatürk (Selânik, Oszmán Birodalom, 1881. március 12. (május 19.) – Isztambul, Törökország, 1938. november 10.) 1934. november 24-éig Gazi Mustafa Kemal Paşa (a gazi szó jelentése: hős) török származású oszmán pasa, katona és államférfi, a török függetlenségi háború hőse (ezért kapta a Gazi nevet), majd a Török Köztársaság megalapítója és első elnöke. 1934-ben a Török Nemzeti Országgyűlés adományozta neki az Atatürk, a törökök atyja nevet.
Pályafutását katonaként kezdte, az ő nevéhez fűződik a törökök Gallipolinál aratott győzelme és az aleppói 7. hadsereg sikere az első világháborúban. A háború után erősen ellenezte a sèvres-i békeszerződés megkötését, amely csupán Anatólia egyes területeit hagyta volna meg a törökök számára. Az 1919–23-as török függetlenségi háború alatt fokozatosan kiszorította az országból a görög, olasz, francia és brit csapatokat, felszámolta a lázadásokat, eltörölte a szultánságot, majd 1923. október 29-én kikiáltották a köztársaságot.
A köztársaság létrejötte után gazdasági, kulturális és szociális reformokat vezetett be. Ő volt az ország egyetlen politikai pártjának, a Köztársasági Néppártnak az elnöke, a parlament első házelnöke, az első köztársasági elnök és az első miniszterelnök is.
Törökországban valóságos kultusza bontakozott ki már életében.

## Névváltozatok
Atatürk nevének pontos használatáról megoszlanak a vélemények. A legtöbb helyen Mustafa Kemal Atatürkként szerepel, ám ismeretesek más névváltozatok is, úgymint Mustafa Kemal, Kemal Atatürk és Kamâl Atatürk. Törökországban leggyakrabban Atatürk néven emlegetik, és az 1934-es családnévtörvényt követő hivatalos személyi igazolványaiban (nüfus cüzdanı) először Kemal Atatürk, majd Kamâl Atatürkként szerepel a neve. Atatürk azonban 1937 májusától visszatért a Kemal régi írásmódjához.

## Családi háttér

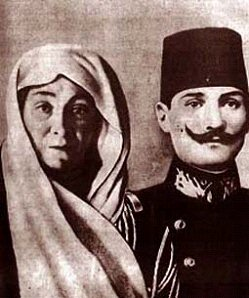
Zübeyde és fia Musztafa

Az Oszmán Birodalom Selânik városában született (ma Szaloniki, Görögország). A Musztafa nevet apja, az akkori szokásnak megfelelően, születésekor fia fülébe súgva adta. Apja Ali Rıza (Efendi) (1841–1888) vámhivatalnok, anyja Zübeyde (Hanım) (1857–1923) volt. Ali Rıza húsz évvel volt idősebb a szláv hátterű, szőke, kékszemű Zübeydénél, aki öt gyermeket szült férjének. Musztafa testvérei közül csak egy nővére, Makbule érte meg a felnőttkort.
Zübeyde mélyen vallásos volt, ennek megfelelően azt akarta, hogy fia hafiz legyen (aki kívülről tudja idézni a Koránt), vagy hoca (hodzsa – tanító). A szabadabban gondolkodó Ali azonban Şemsi Efendi iskolájába akarta beíratni a fiát, ahol nyugati módszerekkel tanítottak. Zübeyde kívánsága teljesült: Musztafa vallási iskolába került. Már itt kitűnt a többi gyerek közül, büszke volt és öntudatos, aki nyíltan kimondta, amit gondolt. Egyik alkalommal felállt az órán, és közölte, hogy nem hajlandó tovább törökülésben tanulni, mert kényelmetlen. Bátorságát látva a többi diák is fellázadt. Az incidenst követően apja kivette a vallási iskolából, és beíratta Şemsi Efendi iskolájába. Itt is kitűnt a többiek közül, de nem csak anyjától örökölt szőke haja és metsző pillantású kék szeme miatt. Felnőttesen viselkedett, és nem volt hajlandó számára megalázónak tűnő játékokat játszani a többiekkel.
Nem sokkal később apja mindenét elvesztette (sókereskedelemmel foglalkozott), elkezdett inni, majd tüdőbajban meghalt 1888-ban. Zübeyde vidékre költözött a gyerekekkel, ahol bátyja, Hüsszein farmján éltek. Itt Musztafa megismerte az egyszerű paraszti lét értékeit. Anyja igyekezett tanárt keresni mellé, de Musztafa nem volt hajlandó vallási oktatótól (a falu görög papjától és muzulmán hodzsájától) tanulni, így Zübeyde visszaküldte fiát Szalonikibe.

## Katonai pályájának kezdete

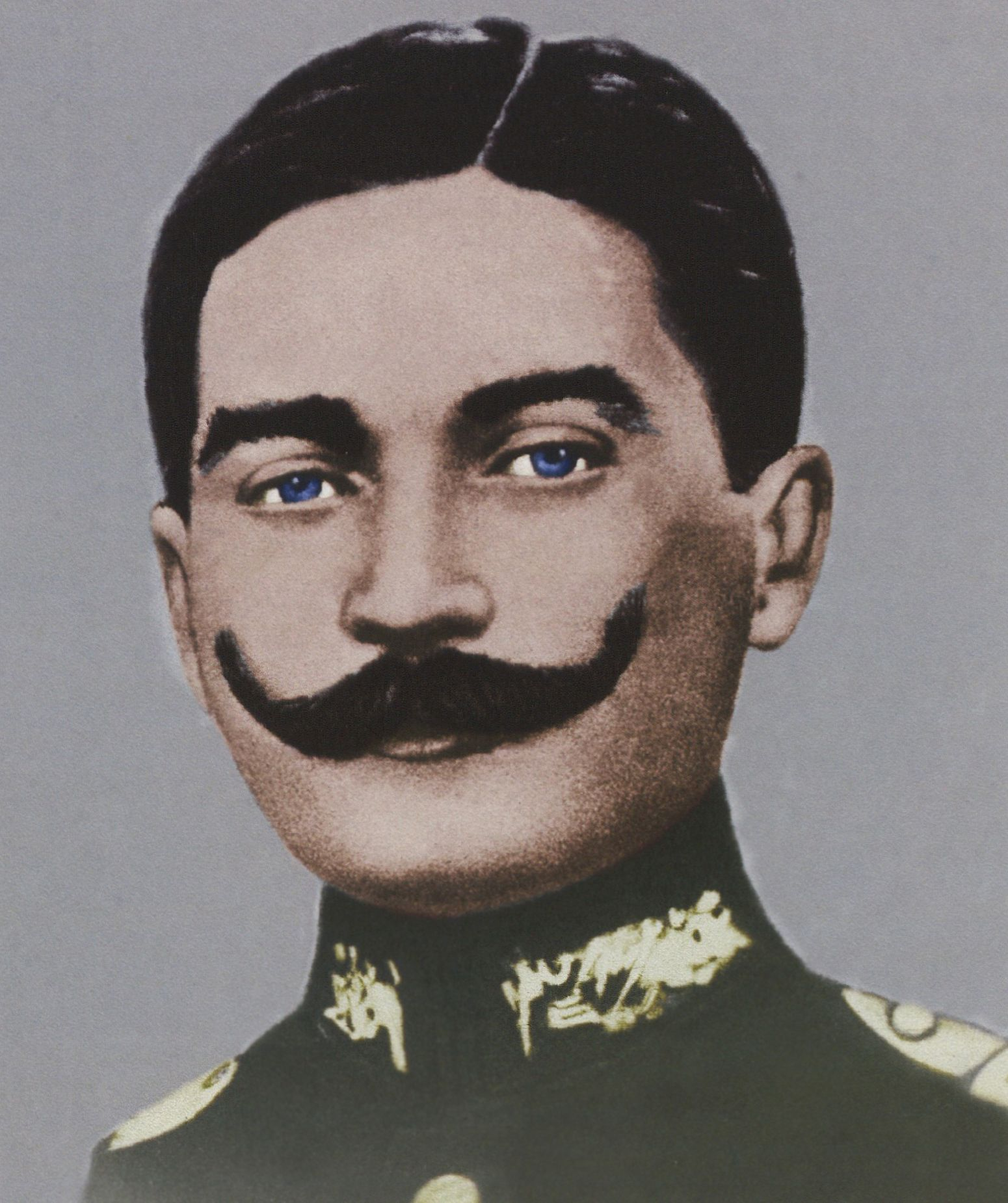
Musztafa Kemal 1905–06-ban

A köztisztviselőnek szánt Musztafa 1893-ban közölte, hogy a katonai pályát választja, anyja és nagybátyja minden igyekezetével le akarta beszélni erről – sikertelenül. Az ifjú Musztafa előbb szülővárosában, majd Monastırban (ma Bitola, Makedónia) járt katonai iskolába, ahol nemcsak matematikatudásával tűnt ki, de kiváló eredményeket ért el az irodalomban is, és megtanult franciául. A szaloniki katonai iskolában matematikatanára adta neki a Kemal, azaz tökéletes nevet, mivel a fiú mindig minden matematikai kérdésére tudta a választ, sőt gyakran vetett fel ő maga is különböző matematikai problémákat tanárának és az osztálynak.
A bitolai katonai iskolában ráébredt, hogy franciatudása korántsem tökéletes. Barátja, Ali Fethi (aki később is fontos szerepet játszott Musztafa életében és karrierjében) segítségével tanulmányozni kezdte Voltaire, Montesquieu, Auguste Comte, Rousseau műveit, és éjszakákba nyúlóan vitatkozott Alival politikáról és filozófiáról. Az itt töltött idő alatt kezdett el formálódni benne az ellenérzés a vallási fanatizmus ellen a kerengő derviseknek a népre gyakorolt hatását látva.
1899-ben az isztambuli hadi akadémia növendéke lett, ahol megismerkedett Ali Fuaddal, akivel hamar összebarátkozott. Alival és más kadétokkal együtt gyakran tartott retorikavitákat, ahol adott idő alatt kellett a többieket bizonyos témában meggyőzni. A hadi akadémián éjszakánként titokban tiltott könyveket olvasott (mint Namık Kemal és más liberális költők és írók vagy John Stuart Mill munkáit). Az akadémiát 1905-ben végezte el vezérkari kapitányi rangban. Barátaival gyakran gyűltek össze beszélgetni, ahol megvitatták a tiltott könyvekben olvasottakat és a napi eseményeket is. Gyakran nyíltan kritizálták a szultán politikáját. Egyik társuk azonban besúgónak bizonyult, és Musztafát, Ali Fuadot valamint két másik kadétot letartóztatták és néhány hónapig fogvatartották, majd büntetésképpen Musztafát és Alit a szíriai Damaszkuszba küldték az Ötödik Hadsereghez.

## Bekapcsolódás a politikába
1906-ban ott, Szíriában alapította meg a titkos Anyaföld és Szabadság Társaságot (Vatan ve Hürriyet), és amikor hazatért, az Egység és Haladás Bizottságának (İttihat ve Terakki, közkeletű nevén az ifjútörök mozgalomnak) lett aktív tagja (miután az ifjútörökök az ő tudta nélkül beolvasztották a Vatant saját hálózatukba). A mozgalom 1908-ban forradalmat robbantott ki, amiben Kemal még nem játszott jelentős szerepet, de a II. Abdul-Hamid oszmán szultánt megbuktató puccsban (1909) már igen: csapatai élén vonult Isztambulba. 1910-ben Franciaországban szerzett katonai tapasztalatokat. Itt döbbent rá, hogy amíg a török katonák fezt viselnek, a nyugati társaik nem fogják őket komolyan venni. Később néhány barátjával Líbiába ment, ahol harcolt az olaszok ellen, és érdemeiért 1911-ben őrnaggyá léptették elő. Az 1912-es első Balkán-háborúban Kemal szervezte meg a Dardanellák védelmét, a következő évben pedig Törökország bulgáriai katonai attaséjává nevezték ki.
Még 1913-ban Sir Henry Wilson brit tábornok meglátogatta a Balkán-háború helyszíneit, megjegyezte, hogy egyetlen török vezető katonai képességei sem nyűgözték le, kivéve egy fiatal tisztet. „Van egy Musztafa Kemal nevezetű férfi, egy fiatal ezredes. Figyeljenek rá. Sokra viheti.”

## Az első világháborúban
Az első világháború idején visszatért, és rábízták a Dardanellákat védő 19. hadosztály vezetését. Nagyrészt neki köszönhető, hogy az antant-erők nem jutottak át a tengerszoroson, és Otto Liman von Sanders mellett az ő érdeme a törökök Gallipolinál aratott győzelme is (1915), annak ellenére, hogy a hadjárat alatt végig maláriától szenvedett. A győzelem után ezredessé léptették elő, nevét azonban – Enver pasa nyomására – alig említette a sajtó, csupán szájról szájra terjedt a híre.
Gallipoli után a Drinápolynál állomásozó 16. hadsereg élére nevezték ki, majd később átrendelték a Kaukázusba, hogy segítsen az oroszok elleni hadjáratban. Itt érte a hír, hogy több hónapnyi várakozás után végül mégis tábornokká nevezték ki. 1917-ben áthelyezték a szíriai frontra, ahol győzelmeket aratott a britek ellen az aleppói 7. hadsereg főparancsnokaként.

## A modern Törökország megteremtése

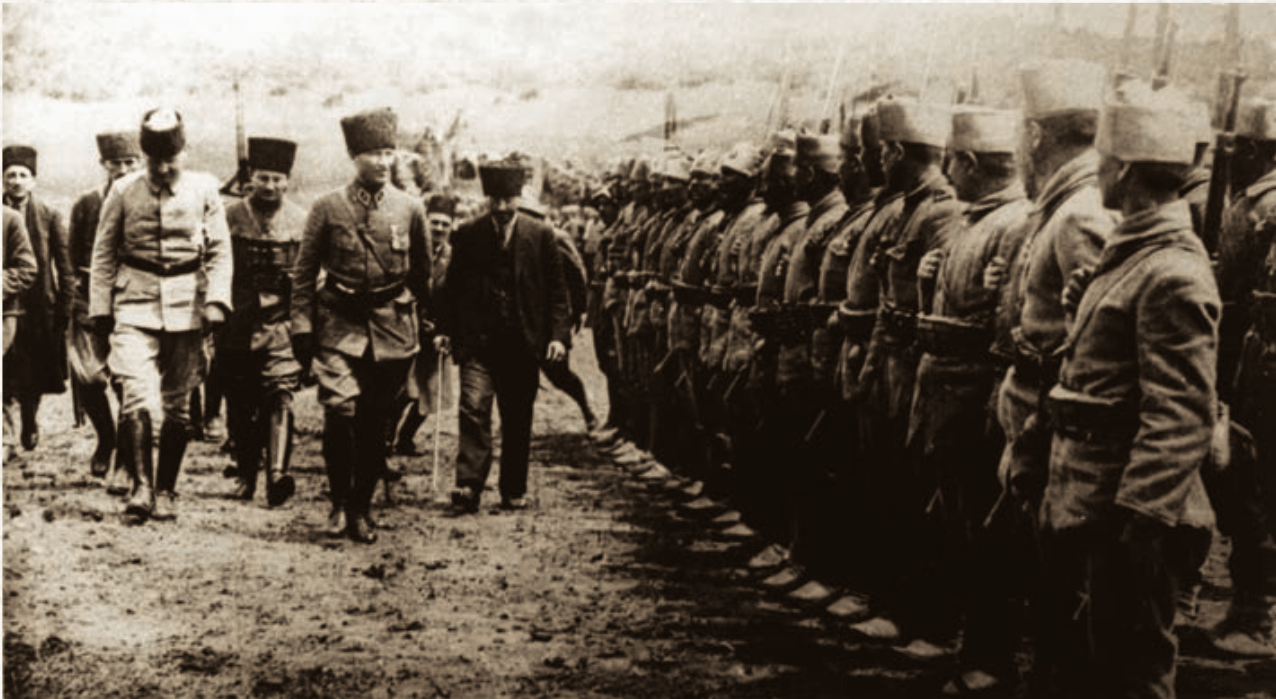
Musztafa Kemal pasa ellenőrzi a török csapatokat 1922. június 18-án

### Harc a versailles-i béke ellen
A háború után, 1918. november 13-án Kemal állást kapott a hadügyminisztériumban, majd a szultáni kormányzattal szembeszállva felhívást intézett a törökökhöz a nemzeti függetlenség megvédésére, mivel nem egyezett bele az Oszmán Birodalom tervezett felosztásába (1919). Így esett meg, hogy míg a szultáni rezsim 1920-ban Sèvres-ben aláírta a békét, melyben vállalta, hogy egyes anatóliai területeket átad a görögöknek, Kemal Ankarában saját kormányt hozott létre. Miután a görögöket a török szabadságharc során a különféle fegyveres csoportok egybekovácsolásával megverték előbb Sakaryánál (1921. augusztus), majd Dumlupınarnál (1922. augusztus), İzmir is Kemal ellenőrzése alá került. A lausanne-i békeszerződést követően, 1923. október 29-én kikiáltották a köztársaságot, melynek első elnökévé Musztafa Kemalt választották.

### Köztársasági elnök 1923–1938

#### Reformok

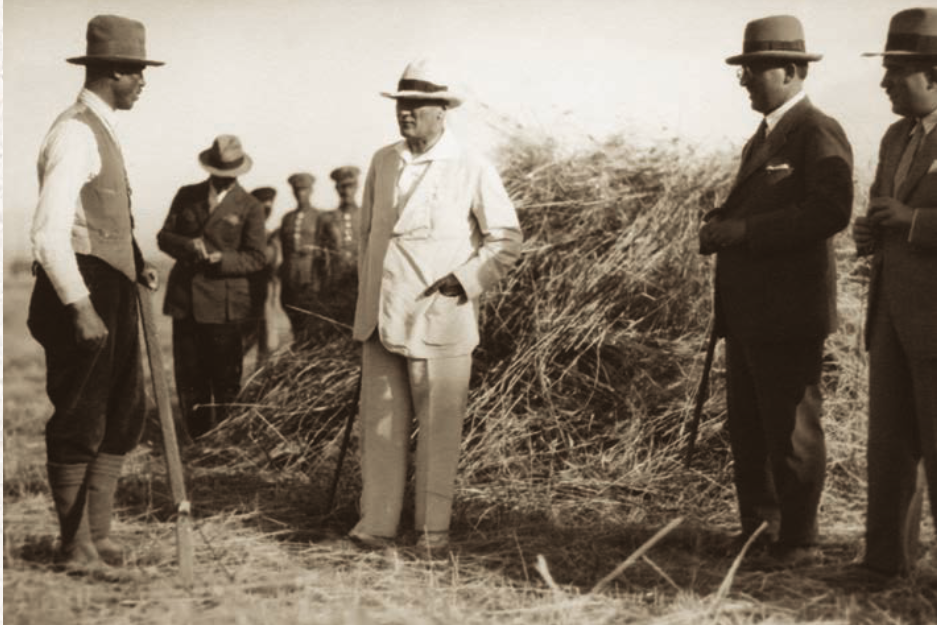
A mezőgazdaság gépesítésének folyamata során Atatürk meglátogatja az ankarai „erdőgazdaságot”, amelyet mintaként hoztak létre (1929)

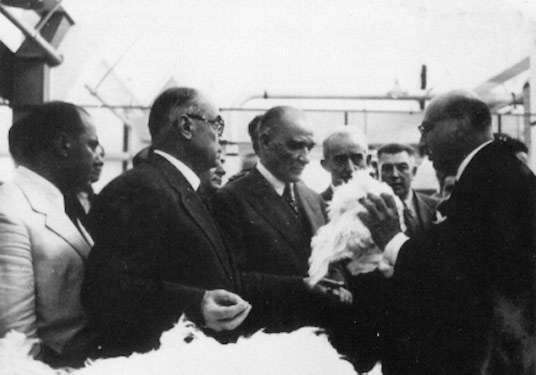
Atatürk egy gyapotgyárban Nazilliben. Az etatikus gazdaságpolitika keretében az állam felügyelte az ipar fejlesztését

A török köztársaság első intézkedéseinek egyike volt a kalifátus eltörlése, és az oszmán uralkodóház tagjainak száműzése. Abdul-Medzsidet kitoloncolták, soha nem térhetett vissza az országba, 1944-ben hunyt el Párizsban. Megkezdődött az ország drasztikus szekularizálása: betiltották a dervisrendeket, a vallási alapítványokat (vakıf), megtiltották, hogy az oktatást az ulema felügyelje, és létrehozták az Oktatásügyi Minisztériumot. 1925-ben megtiltották a fez, az oszmán uralom szimbólumának viselését, és szorgalmazták az európai öltözéket, bár a nők hagyományos muszlim fejkendője ellen hivatalosan nem léptek fel.
1925. december 26-án elfogadták a Gergely-naptár használatát, európai mintára (a péntek helyett) a vasárnap lett a hivatalos pihenőnap. Olasz mintára elkészült az új büntető törvénykönyv, svájci példa alapján pedig a polgári törvénykönyv, amely törvény előtt egyenlővé tette a férfiakat és a nőket. Megtiltották a többnejűséget, a nők jogot kaptak a válásra (korábban csak a férfi kezdeményezhette a válást), megnyíltak előttük a felsőoktatási intézmények. Csak az anyakönyvvezető előtt kötött (polgári) házasságot ismerték el törvényesnek.
1928-ban bevezették a török nyelv fonetikájának jobban megfelelő latin ábécét, és megkezdődött a nyelv megtisztítása az „idegen elemektől” (főként az arab és perzsa szavaktól). Eredetileg a nacionalisták célja a nyelv teljes megtisztítása, vagyis az összes, nem török eredetű szó eltávolítása volt, ám ez több problémát is felvetett. Nagyon sok olyan szót találtak, aminek nem volt török megfelelője, így első lépésben felhívást intéztek az emberekhez, hogy a listában felsorolt idegen szavak helyett javasoljanak mást, alkossanak új szavakat. Ez a terv már-már groteszk kifejezéseket eredményezett, az új szavakkal írt szövegek szinte teljesen érthetetlenek lettek az emberek számára. Mivel a nacionalista célokat Atatürk nem volt hajlandó feladni, így a török nyelvészek – alávetve magukat a nemzeti céloknak – elfogadták az úgynevezett „napnyelv-elméletet”, mely szerint minden nyelv egyetlen ázsiai őstörök nyelvből származik, így azok az idegen szavak is, amelyeknek nincs pontos török megfelelőjük; vagyis maradhatnak.
Az országban mindenkinek kötelező volt megtanulnia az új írást, Atatürk maga is járta az országot táblával és krétával, és több városban, faluban is maga tanította a népnek az új ábécét.
1934-ben eltörölték az eddig használatos olyan rangokat, címeket, mint a pasa vagy a bej, és bevezették a mindenkire kötelező érvényű családnévtörvényt: minden török állampolgárnak „vezetéknevet” kellett választania. Ekkor kapta Musztafa Kemal a török parlamenttől az Atatürk, „minden törökök atyja” nevet, és vette fel Iszmet tábornok az İnönü nevet a függetlenségi háború egyik győztes csatájának helyszíne után.
Atatürknek tulajdonították a török mezőgazdaság és az ökológiai fejlődés átalakítását is. A kemalista kormány négymillió fát ültetett, modernizálta a török mezőgazdasági mechanizmust, árvízvédelmi intézkedéseket vezetett be, vidéki iskolákat nyitott vidéki intézményekkel, például mezőgazdasági bankokkal, és földreformot hajtott végre, amely megszüntette az oszmán kori parasztok súlyos adóit. Őt a „török mezőgazdaság atyjaként” jellemezték. Atatürk masszívan fellendítette a török gazdaságot, a nehézipari termelés 150%-kal nőtt, és az egy főre jutó GDP az 1930-as évek végére 800 USD-ről 2000 USD körülire emelkedett, ami Japánéval volt egyenrangú.

#### Kemalizmus

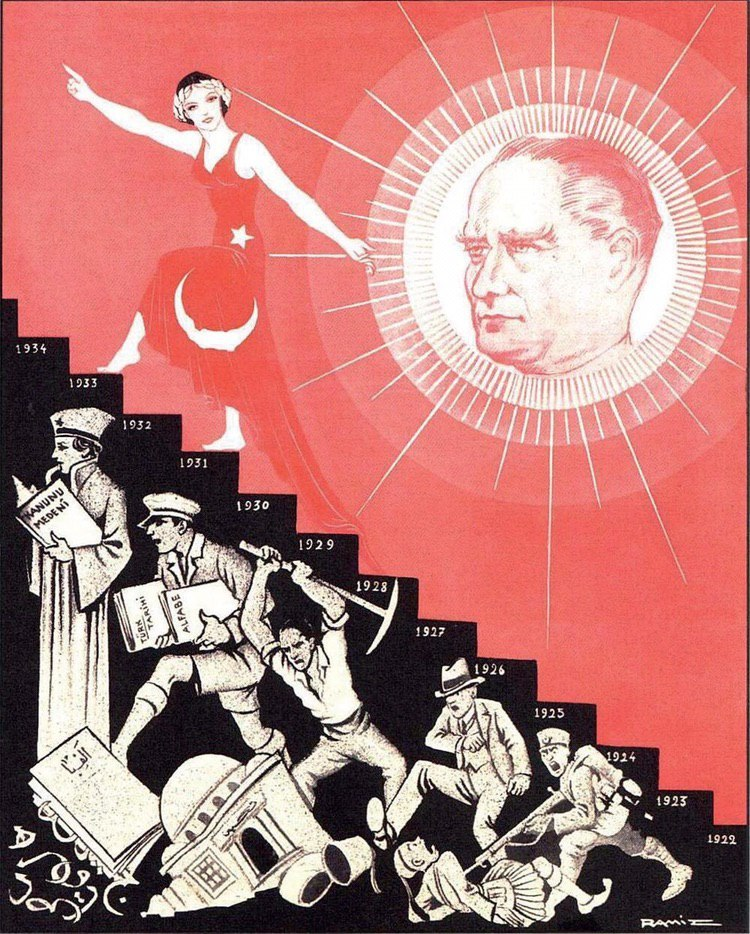
Atatürk reformjait ábrázoló illusztráció. Jobbról balra: A görög invázió feletti győzelem, a fez elhagyása, a felekezeti páholyok bezárása, az új török ábécé bevezetése, a török polgári törvénykönyv elfogadása.

1931-ben a Köztársasági Néppárt programjában rögzítették a kemalizmus hat alappillérét („hat nyíl”), melyet 1937. február 5-én az alkotmányba is belefoglaltak. Ezek:
- republikanizmus: az Oszmán Birodalom szultanátusával szemben a köztársasági rendszer bevezetése,
- popularizmus: a nemzeti érzelmek megerősítése, a „nép érdeke előbbre való bármely osztály- vagy csoportérdeknél”,[20] az osztályok létezésének tagadása, minden olyan politikai irányzat (például kommunizmus) szigorú tiltása, amely osztályokra alapoz,
- etatizmus: az állam határozott szerepet tölt be a gazdaság irányításában,
- forradalmiság (reformizmus): a reformprogramban előírt változtatások megvalósítása az állam irányításával,
- nacionalizmus: új nemzettudat kialakítása,
- szekularizmus: az állam és a vallás kettéválasztása, a vallás teljes kiirtása a közéletből.[20]

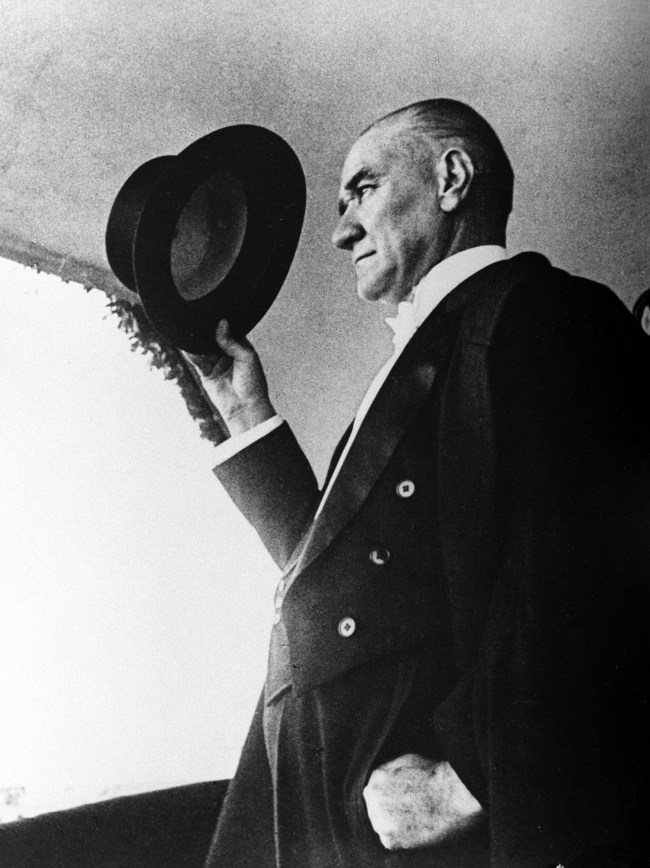
Atatürk üdvözli az embereket a köztársaság napi ünnepségeken 1937-ben

#### Ellenállás a reformokkal szemben
Az atatürki reformok néhol annyira radikálisak voltak, hogy az államfő saját barátainak és támogatónak többsége is visszarettent tőlük, sokan oszmán méltóságok, tisztek leszármazottai voltak, akik számára túlságosan gyorsan történtek a változások, és nem tudtak teljesen egyetérteni a múlttal való gyökeres szakítással. 1924-ben megalakult a Haladó Köztársasági Párt, 25 nemzetgyűlési képviselővel, akik követelték, hogy a köztársaság tanúsítson nagyobb türelmet az iszlámmal szemben, és lassítsa le a reformokat. A kemalisták kezére játszott azonban az 1925-ben, Tunceliben kitört kurd felkelés, Szajid sejk, a helyi naksibendi dervisrend fejének vezetésével. A Haladó Köztársasági Pártot megvádolták azzal, hogy felbújtotta a kurd lakosságot a köztársaság ellen, így a pártot felszámolták és cenzúrát vezettek be. A sejket és negyven hívét halálra ítélték, a dervisrendeket könyörtelenül bezáratták.
1926-ban fény derült egy pokolgépes merénylet tervére, mellyel Atatürköt akarták meggyilkolni izmiri látogatása alatt. Az összeesküvésben több magas rangú politikus és katona alvilági személyekkel szövetkezett. A letartóztatott vádlottakat látványos perben ítélték el, tizenhármat közülük felakasztottak. A kivégzések másnapján Atatürk a következő beszédet intézte a parlamenthez:
„Én vagyok Törökország. Aki engem akar megsemmisíteni, az magát Törökországot akarja megsemmisíteni. (…) Népemet mindaddig kézen fogva vezetem, ameddig nem lesznek biztosak a léptei, és ameddig nem ismeri útját.”
A demokratikus országrend stabilizálása érdekében 1930-ban Musztafa Kemal rábeszélte barátját, Ali Fethit, hogy alapítsa meg a Szabad Köztársasági Pártot, amelyhez Atatürk kérésére több képviselő is csatlakozott. Az elégedetlenkedők megnyugtatására alapított ellenzék azonban a vártnál nagyobb támogatottságot kapott a helyhatósági választásokon, bár a hatóságok durván akadályozták a képviselőiket munkájukban. Az atrocitások miatt Fethi, a belügyminiszter megkövetését kérte, de leszavazták. A csalódott politikus emiatt feloszlatta a pártját, Londonba küldték nagykövetnek.
Ugyanebben az évben újabb zavargás robbant ki, ezúttal az İzmir melletti Menemen városkában. Kábítószer befolyása alatt álló dervisek egy csoportja az iszlám zászlaját hordozva követelte az iszlám törvények visszaállítását, a megfékezésükre küldött katonák közül többet brutális módon megöltek, parancsnokukat lefejezték és fejét zászlórúdra tűzve őrjöngtek. Statáriumot vezettek be, több mint 200 embert letartóztattak, 27 vádlottat kivégeztek.
Flesch István meglátása szerint bár kísérletek történtek a többpártrendszer bevezetésére, Atatürk úgy látta, hogy „a pártvezetők szubjektív szándékaitól függetlenül ezek a parlamenti tömörülések igen könnyen a ’reakció’, vagyis a vakhit és a szeparatizmus terjesztésének melegágyává, a reform ellenzőinek védőbástyájává válnak”, így önkényes eszközökkel, egypártrendszerben volt kénytelen irányítani az országot.

#### Külpolitika

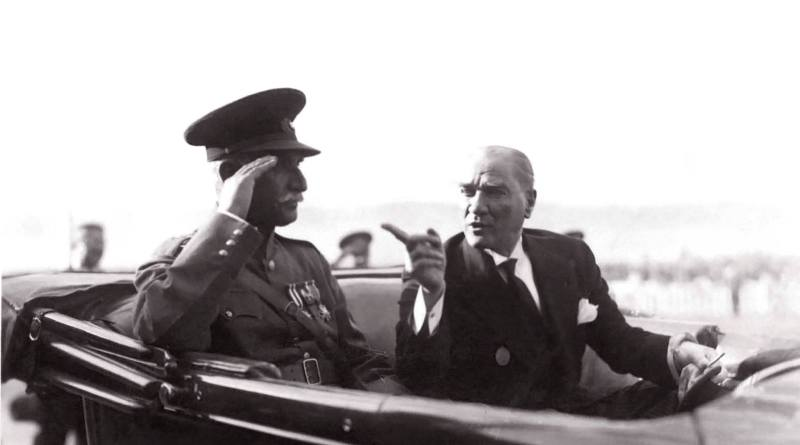
Atatürk és Reza Pahlavi iráni sah Ankarában 1934-ben

Ami a külpolitikát illeti, Atatürk az 1930-as években a britekkel és a franciákkal erősítette meg kapcsolatait, bár a tengelyhatalmak is próbálták szövetségesükké tenni. A nyugati országokhoz való közeledést Törökországnak azon politikája alapozta meg, mely szerint támogatták a status quót és a nyugati államokhoz hasonlóan ellenezték Németország és Olaszország területi revíziós követeléseit, annak ellenére, hogy korábban baráti kapcsolatokat ápoltak az olaszokkal. A fasizmus terjedésétől való félelem volt az, ami Róma ellen fordította a törököket. Görögországgal is sikerült jó kapcsolatokat kiépíteni, 1930-ban Venizelosz államfő látogatást tett Ankarában, 1931-ben İnönü viszonozta a gesztust Athénban, Venizelosz pedig 1934-ben Nobel-békedíjra jelölte Atatürköt. Ugyanebben az évben Görögország, Jugoszlávia, Románia és Törökország megkötötték a Balkán-paktumot, amelyben megegyeztek, hogy megvédik egymás határait egy esetleges támadás esetén. A nyugathoz való közeledés egyik jeleként Törökország 1932-ben tagja lett a Népszövetségnek. 1926-ban a törökök elvesztették az angolokkal szemben Moszulra támasztott igényüket. 1936-ban rendeződött végleg a viszony az Egyesült Királysággal, VIII. Eduárd brit király tett látogatást az országban. A Szíriát mandátumként birtokló franciák jóvoltából 1939-ben Hatay tartományt is megszerezhette a szíriai tiltakozás ellenére.
A közel-keleti térség államaival általában jó viszonyt ápolt. 1937-ben Törökország is csatlakozott az Afganisztán, Irán és Irak részvételével kötött, a teheráni Szaadábád-palotában aláírt szerződéshez, melyben a kölcsönös megnemtámadás és békés vitarendezés mellett tettek hitet. (Reza Pahlavi iráni sah egyébként is Atatürk rajongója volt, az ő nyomdokain haladva próbálta modernizálni országát – jellemző módon egyetlen külföldi látogatását Atatürknél tette 1934-ben, aki szívesen fogadta.)

### Rendszerének ellentmondásai
Kemalt haláláig minden választáson újraválasztották, bár a harmincas évekre már megszerveződött politikájának ellenzéke. Azonban csak saját szervezete, a Köztársasági Néppárt volt legális, az ellenzéket – többek között a kommunistákat – elnyomták. Atatürk rendszere örökségének tartják, hogy a politikába a hadsereg tábornokai erősen beleszóltak, és a mai napig is jelentős a befolyásuk, a hadseregre a demokrácia védelmezőjeként tekintenek, amit az 1982-es alkotmányban is rögzítettek.

## Atatürk magánélete

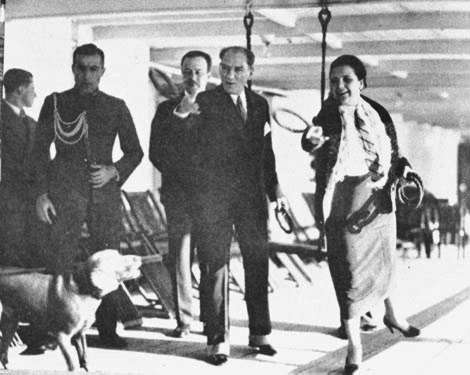
Atatürk és örökbefogadott lánya, Afet játszanak 1930-ban

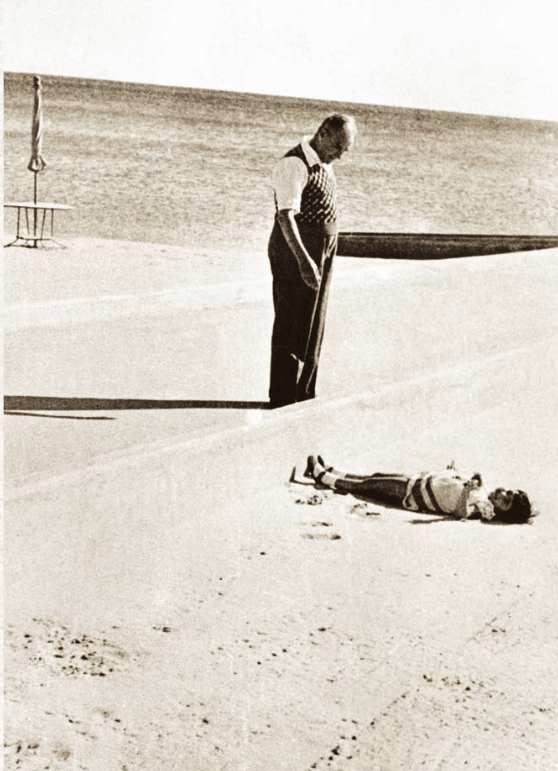
Atatürk és örökbefogadott lánya, Ülkü 1936-ban

Köztudomású, hogy Atatürknek két nagy szenvedélye volt: a rakı (török ánizspálinka) és a nők. Évekig élt együtt házasságkötés nélkül egy Fikrije nevű lánnyal, aki aztán súlyos beteg lett, így a Gazi Svájcba küldte szanatóriumba. Törökország első emberének állítólag a magyar nők is nagyon tetszettek, legalábbis Gábor Zsazsa ezt állítja, aki saját bevallása szerint 1937-ben hónapokig titkos románcot folytatott Atatürkkel, miközben egy török diplomata felesége volt.
Atatürk 1923. január 29-én vette feleségül Latife Uşşakit, egy gazdag izmiri kereskedő Franciaországban nevelkedett, húsz évvel fiatalabb lányát. Latife kemény jellemű, nehéz természetű, féltékeny típusú nő volt, aki rossz szemmel nézte férje férfitársaságban töltött italozásait, és gyanította, hogy Mustafa olykor-olykor szemet vetett más nőkre is. Atatürk, bár büszke volt művelt, nyugati módon gondolkodó, viselkedő és öltözködő feleségére, egyre nehezebben viselte, hogy Latife irányítani próbálta. Egy nagyobb veszekedést követően Mustafa hazaküldte Latifét İzmirbe, majd egy levélben közölte vele, hogy jobb, ha szétválnak útjaik. 1925. augusztus 5-én váltak el. Latife 1975-ben halt meg, és haláláig titkon őrizte Atatürkkel töltött éveinek történetét.
A barátok úgy gondolták, a gyermekáldás segíthetett volna Mustafa és Latife házasságán, de nem született gyermekük. A Gazi azonban szerette a gyerekeket, többet is adoptált. Első adoptált lánya Sabiha (a családnév-törvény bevezetése után Sabiha Gökçen) lett a világ első női berepülő pilótája (vezetéknevének jelentése is égbolt). Atatürk örökbe fogadott még hat másik lányt (Afet, Fikrije, Ülkü, Nebile, Rukije és Zehra) és két kisfiút (Mustafa és Abdurrahim).
Atatürk kedvenc szórakozásai közé tartozott a lovaglás, az úszás és az olvasás; imádta a lovát, Sakarıyát és a kutyáját, Foxot. Szeretett táncolni, leginkább keringőt és ruméliai néptáncokat. Folyékonyan beszélt franciául és németül. Nagy magánkönyvtára volt: érdekelte a nyelvészet, a filozófia, az irodalom, a történelem és a politika. Személyes tárgyainak és könyvtárának egy része megtekinthető az Anıtkabirban, Ankarában.
Atatürk szerint: „Azokat az embereket, akik nem vidámak, kétféleképpen gyanúsítják. Vagy beteg, vagy olyan téveszméje van, amiről nem akar másokat tájékoztatni”.

### Álmok

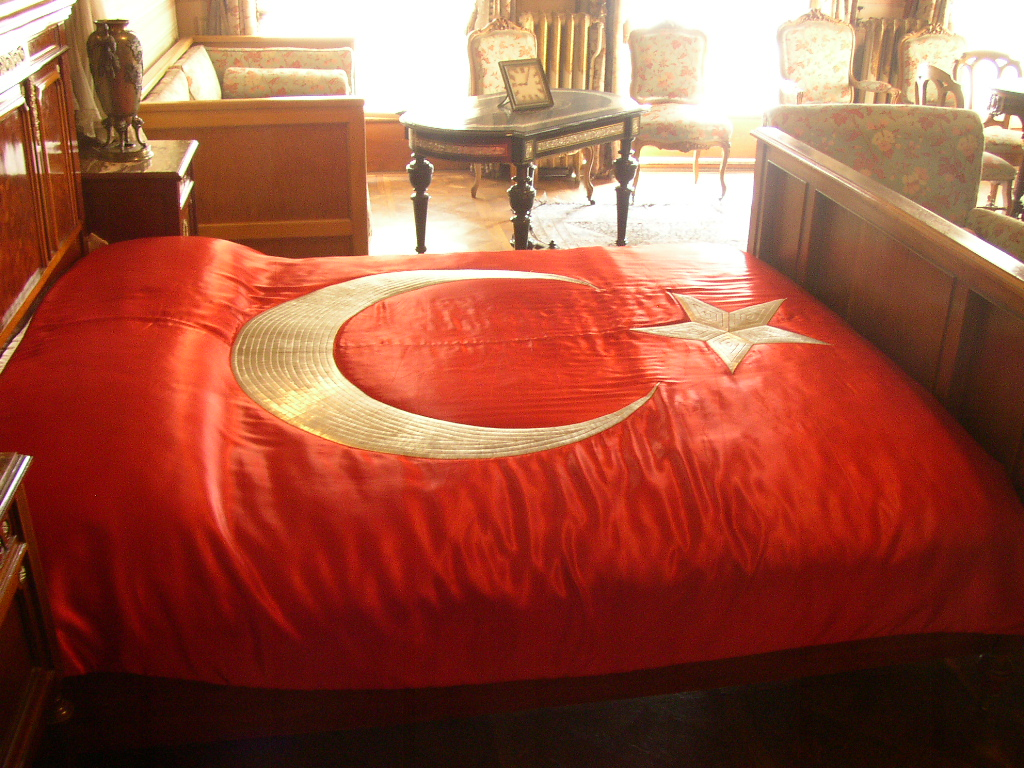
Atatürk szobája a Dolmabahçe Palotában

Az álmok fontos szerepet játszottak Atatürk életében. Salih Bozok, Atatürk jobbkeze, gyermekkori barátja és haláláig hűséges segítője Atatürk halálakor pisztollyal öngyilkosságot kísérelt meg. Néhány nappal korábban Atatürk megálmodta, hogy Salihot lelövik, de megmenekül. A legenda szerint Zübeyde, Musztafa Kemal anyja álmában azt látta, hogy fia egy minaret tetején, egy arany tálcán ül, és egy hang szólt hozzá, hogy ha elengedi gyermekét a katonai iskolába, fia magasan marad, ha nem, lezuhan. Ugyancsak úgy tartják, Atatürk megálmodta édesanyja elvesztését is: álmában zöld mezőkön sétáltak, majd egy fuvallat hirtelen elragadta anyját. Nem sokkal később titkosított táviratot kapott. Még felbontás előtt ránézett, és azt mondta: „Anyám meghalt, ugye?”

### Halála
Atatürk Isztambulban, a Dolmabahçe palotában halt meg májbetegségben. A számára épített, monumentális Anıtkabirban, Ankarában helyezték végső nyugalomra.

## Atatürk-kultusz

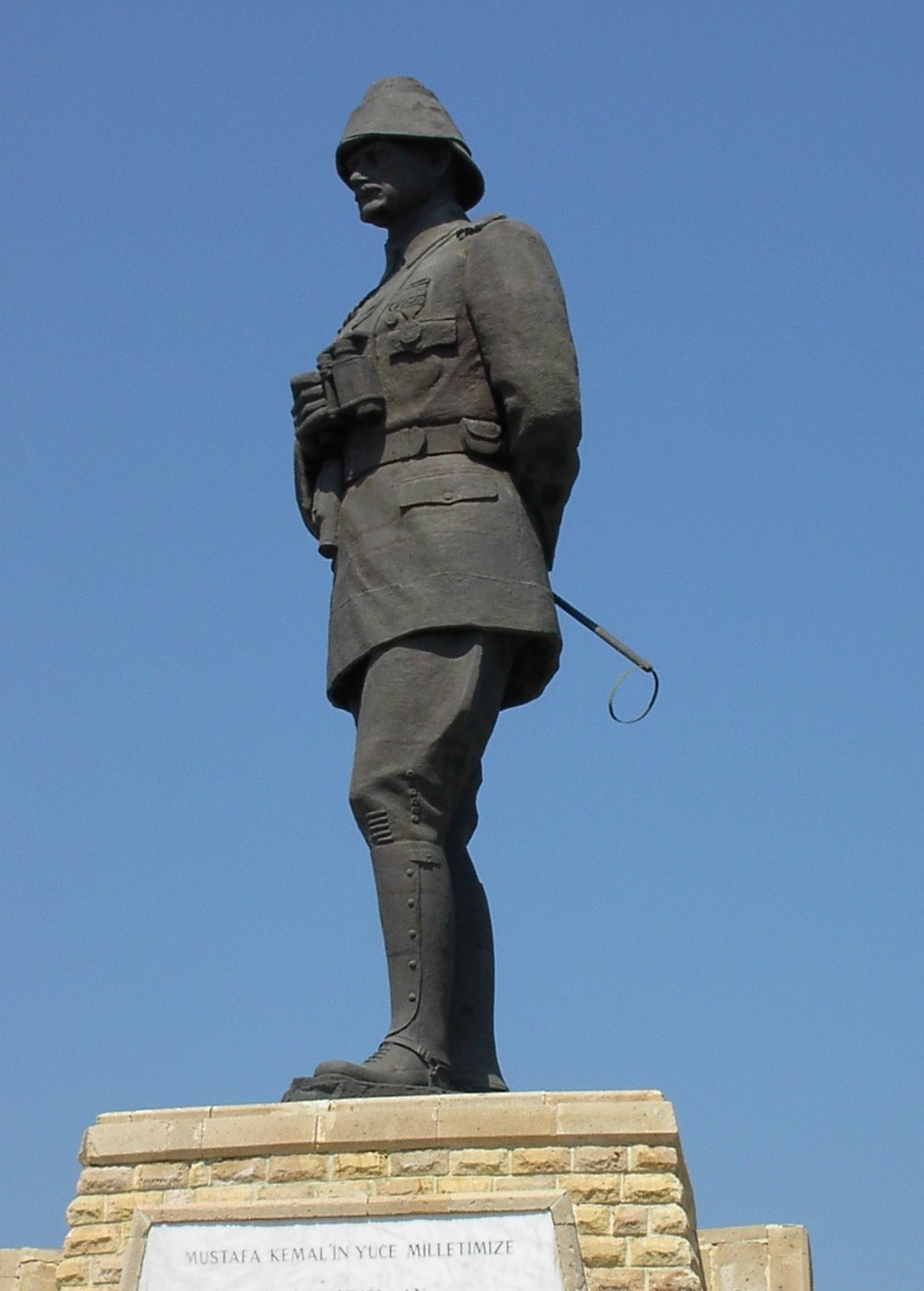
Atatürk 1916-ban, bronzszobor

Mustafa Kemal Atatürköt már életében személyi kultusz övezte, szakértők véleménye szerint az övé a világ leghosszabb ideje tartó személyi kultusza, melyet a török állam és nép a mai napig ápol. Nevét halála óta Isztambul nemzetközi repülőtere, az Aranyszarv-öböl felett átívelő egyik híd, a világ egyik legnagyobb gátja, stadion, és még számos dolog viseli. Óriás szobrai minden nagyobb városban megtalálhatóak, de a kisebb településeken is gyakoriak az emlékművei. Képe ott függ a legtöbb közfeladatot ellátó épületben (iskolákban, hivatalokban), de gyakori a családi otthonokban is. Arcképe díszíti az összes pénzérmét és bankjegyet. A törökök „atyjukként” tekintenek Atatürkre, gyakran említik a következőképpen: Ata, azaz „apa”, illetve Ata'mız, vagyis „apánk”.
Atatürk emlékének megsértését Törökországban törvény bünteti.
Nem csak a török nép csodálja Atatürköt, jelentős külföldi méltóságok, diplomaták is elismerték munkásságát. Az egykori ellenség, Görögország miniszterelnöke, Elefthériosz Venizélosz 1934-ben Nobel-békedíjra jelölte Atatürköt, 1931-ben pedig Douglas MacArthur amerikai tábornok Atatürknél tett látogatása után nyilatkozta, hogy „büszke arra, hogy Atatürk lojális barátainak egyike lehet”.

### Megjelenése a kultúrában

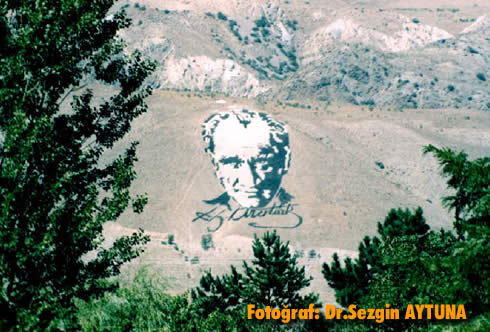
Atatürk monumentális portréja az erzincani hegyoldalban

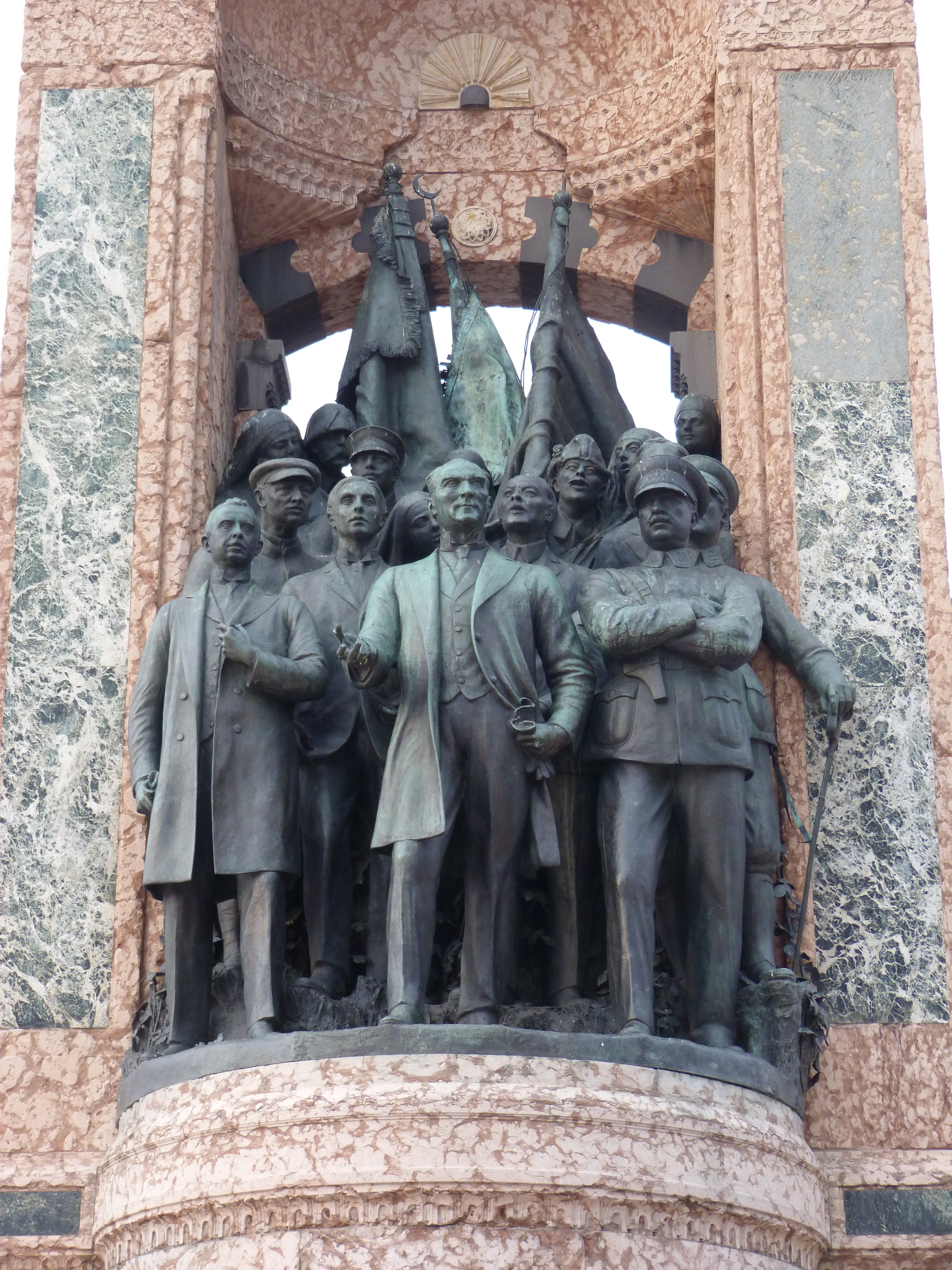
Kemál Atatürk, Frunze és Vorosilov

Atatürkről számos szobor és festmény készült, valamint több száz verset ihletett. Törökországban szinte minden évben rendeznek Atatürkportré-festő versenyt. 1982-ben Erzincanban önkéntes katonák segítségével hozták létre az ország legnagyobb, mintegy 7500 m²-es, 600 tonna kő segítségével készült Atatürk-portréját egy hegyoldalban, ami ma is látható, és a Google Maps-en is rajta van.
2008-ban mutatták be a Mustafa című dokumentumfilmet Can Dündar rendezésében, mely hatalmas konfliktusokat váltott ki a médiában. A film ugyanis a török államalapítót magányos, iszákos nőcsábászként ábrázolja, aki fél a sötétben. Dündar saját bevallása szerint Atatürk emberi oldalát kívánta bemutatni, a film kritikusai szerint azonban az alkotás lekicsinylően ábrázolja Atatürköt, szerintük azt hangsúlyozza, hogy Atatürk pusztán egy gyerekkori rossz emléke miatt vezette be a vallási reformokat és az alkotás bővelkedik történeti tévedésekben is. Dündar azzal védekezett, hogy félreértették mondanivalóját.
2010 márciusában került a mozikba a Dersimiz Atatürk (A lecke: Atatürk) című film, melynek forgatókönyvét a népszerű török író, a Çılgın Türkler (Őrült törökök) alkotója, Turgut Özakman írta. Özakman szerint a film az „igazi Atatürköt” ábrázolja.
Szergej Priszekin orosz festő a török függetlenségi háborút és Atatürköt ábrázoló óriási panorámafestményt tervezett 2010-re, azonban a projekt végül anyagi okok miatt félig kész állapotban van.
2012-ben Budapest XIX. kerülete parkot nevezett el Atatürkről, ahol szobrot is állítottak az emlékére. Az I. kerületben a Naphegy téren áll Atatürk mellszobra.

## Kapcsolódó média
John Fitzgerald Kennedy amerikai elnök beszéde a török néphez 1963-ban, Atatürk halálának 25. és a köztársaság kikiáltásának 40. évfordulóján.